# Вайт-Салфер-Спрінгс (Монтана)
Вайт-Салфер-Спрінгс (англ. White Sulphur Springs) — місто (англ. city) в США, в окрузі Мар штату Монтана. Населення — 955 осіб (2020).

## Географія
Вайт-Салфер-Спрінгс розташований за координатами 46°32′43″ пн. ш. 110°54′13″ зх. д. / 46.54528° пн. ш. 110.90361° зх. д. (46.545255, -110.903749).  За даними Бюро перепису населення США в 2010 році місто мало площу 2,61 км², уся площа — суходіл.

### Клімат
| Клімат : Вайт-Салфер-Спрінгс | Клімат : Вайт-Салфер-Спрінгс | Клімат : Вайт-Салфер-Спрінгс | Клімат : Вайт-Салфер-Спрінгс | Клімат : Вайт-Салфер-Спрінгс | Клімат : Вайт-Салфер-Спрінгс | Клімат : Вайт-Салфер-Спрінгс | Клімат : Вайт-Салфер-Спрінгс | Клімат : Вайт-Салфер-Спрінгс | Клімат : Вайт-Салфер-Спрінгс | Клімат : Вайт-Салфер-Спрінгс | Клімат : Вайт-Салфер-Спрінгс | Клімат : Вайт-Салфер-Спрінгс | Клімат : Вайт-Салфер-Спрінгс |
| Показник                     | Січ.                         | Лют.                         | Бер.                         | Квіт.                        | Трав.                        | Черв.                        | Лип.                         | Серп.                        | Вер.                         | Жовт.                        | Лист.                        | Груд.                        | Рік                          |
| Абсолютний максимум, °C      | 15,0                         | 16,7                         | 22,2                         | 27,2                         | 30,6                         | 36,1                         | 37,2                         | 36,7                         | 33,9                         | 30,6                         | 20,6                         | 14,4                         | 37,2                         |
| Середній максимум, °C        | 0,7                          | 2,4                          | 6,8                          | 12,1                         | 17,2                         | 21,8                         | 26,9                         | 27,1                         | 20,9                         | 13,7                         | 5,1                          | 0,1                          | 12,9                         |
| Середній мінімум, °C         | −10,3                        | −9,7                         | −6                           | −2,4                         | 1,9                          | 5,9                          | 8,8                          | 8,1                          | 3,6                          | −1,3                         | −6,2                         | −11                          | −1,6                         |
| Абсолютний мінімум, °C       | −38,3                        | −41,7                        | −30,6                        | −18,9                        | −10                          | −5                           | 0,6                          | −5                           | −11,1                        | −27,8                        | −34,4                        | −43,3                        | −43,3                        |
| Норма опадів, мм             | 11                           | 9                            | 19                           | 33                           | 52                           | 62                           | 40                           | 28                           | 28                           | 19                           | 12                           | 12                           | 325                          |
| ---------------------------- | ---------------------------- | ---------------------------- | ---------------------------- | ---------------------------- | ---------------------------- | ---------------------------- | ---------------------------- | ---------------------------- | ---------------------------- | ---------------------------- | ---------------------------- | ---------------------------- | ---------------------------- |
| Джерело: NOAA                |                              |                              |                              |                              |                              |                              |                              |                              |                              |                              |                              |                              |                              |

## Демографія
Згідно з переписом 2010 року, у місті мешкало 939 осіб у 433 домогосподарствах у складі 255 родин. Густота населення становила 360 осіб/км².  Було 563 помешкання (216/км²).
Расовий склад населення:
| - 97,2 % — білих - 0,4 % — азіатів - 0,3 % — корінних американців - 0,1 % — чорних або афроамериканців |

До двох чи більше рас належало 1,7 %. Частка іспаномовних становила 1,4 % від усіх жителів.
За віковим діапазоном населення розподілялося таким чином: 19,0 % — особи молодші 18 років, 54,7 % — особи у віці 18—64 років, 26,3 % — особи у віці 65 років та старші. Медіана віку мешканця становила 51,2 року. На 100 осіб жіночої статі у місті припадало 99,4 чоловіків;  на 100 жінок у віці від 18 років та старших — 91,2 чоловіків також старших 18 років.
Середній дохід на одне домашнє господарство  становив 43 772 долари США (медіана — 38 636), а середній дохід на одну сім'ю — 51 785 доларів (медіана — 50 078). Медіана доходів становила 28 500 доларів для чоловіків та 20 000 доларів для жінок. За межею бідності перебувало 11,5 % осіб, у тому числі 12,8 % дітей у віці до 18 років та 18,2 % осіб у віці 65 років та старших.
Цивільне працевлаштоване населення становило 422 особи. Основні галузі зайнятості: освіта, охорона здоров'я та соціальна допомога — 28,0 %, роздрібна торгівля — 18,2 %, мистецтво, розваги та відпочинок — 9,7 %, оптова торгівля — 7,1 %.